# ВЗТ-2
ВЗТ-2 (пољ. WZТ-2, Wóz Zabezpieczenia Technicznego - возило техничког обезбеђења) је специјализовани тенк за извлачење (ТЗИ) произведен у Пољској, израђен на основи совјетског главног борбеног тенка Т-55.

## Развој и производња
Тенк за извлачење ВЗТ-2 је пројектован на основу свог претходника ВЗТ-1, који је настао откупљивањем совјетске лиценце за БТС-2. Производња ВЗТ-2 је започета 1973. године и трајала је све до 1992. године. Произведено је око 600 тенкова за извлачење, од којих више од 330 за потребе Пољске војске.

## Опис и опрема
ВЗТ-2 је оклопно возило намењено за евакуацију и пружање прве техничке помоћи оклопним возилима оштећеним у теренским условима и на бојишту, хитне поправке и одржавање које захтева употребу крана, као и извођење земљаних радова, али и евакуацију до три повређене особе у лежећем положају. ВЗТ-2 има могућност савлађивања водених препрека подводном вожњом по чврстом дну. Брзина вожње при вучи оштећеног возила је 15 километара на час. Тенк за извлачење такође може да се користи и за земљане радове.
Као недостаци ВЗТ-2 се наводе мала брзина и релативно мала тежина возила од 34 тоне, која онемогућава вучу возила тежих од 39 до 40 тона.
Од опреме ВЗТ-2 располаже са:
- радио уређајима
- хидрауличним краном
- витлом максималне снаге вучења од 750 kN
- дозерским ножем
- опремом за подводну вожњу
- електричним и гасним заваривачима
- противпожарним системом
- РБХ заштитом посаде
- димним кутијама
- алатом за поправку тенкова
- митраљез 12,7mm[1]

## Корисници
- Индија - 196 купљених тенкова за извлачење.
- Ирак
- Пољска - 330 тенковаза извлачење набављено 1970'их и 1980'их, 2004. у употреби 80. Одређен број возила користи спасилачка служба Пољских железница као и цивилна лица.
- Србија - 16 тенкова за извлачење ВЗТ-2 у употреби.

### Бивши корисници
- СФРЈ

### Повезани развоји
- БТС-2
- ВЗТ-1
- ВЗТ-3
- ВЗТ-4

### Упоредни тенкови
- ВТ-55А
- ЈВБТ-55А
- ВИУ-55 Муња